# René Bernard
Pour les articles homonymes, voir Bernard et René Bernard (homonymie).

a Compétitions nationales et continentales officielles uniquement.

b Matchs officiels uniquement.
René Bernard né le 11 mai 1925 à Bergerac (France) et mort dans la ville le 7 novembre 2010, est un joueur international français de rugby à XV et international de rugby à XIII. Il évolue aux postes de pilier à XV et de pilier et deuxième ligne à XIII.

## Biographie
René Bernard dispute son premier test match avec l'équipe de France de rugby à XV le 13 janvier 1951 contre l'équipe d'Écosse et le dernier contre l'équipe du pays de Galles, le 7 avril 1951. Cette année-là, il fait partie de l'équipe de France qui remporte le premier match de son histoire contre les Anglais dans leur stade de Twickenham,.
Il joue en club avec l'US Bergerac. 
Il rejoint par la suite le rugby à XIII.

## Statistiques en équipe nationale
- Sélections en équipe de France : 4 en 1951.
- Tournois des Cinq Nations disputés : 1951.